# Diana Santamaría
Diana Santamaría Losada (Vitoria, 16 de mayo de 2005) es una nadadora española, especialista en estilo libre. Participó en el Campeonato Europeo Junior de Natación de 2021.

## Biografía
Diana Santamaría nació el 16 de mayo de 2005 en Vitoria, cuando su padre, el exfutbolista Sergio Santamaría, militaba en el Deportivo Alavés, aunque cuando tenía 5 años su familia se mudó a La Cala del Moral y allí fue criada. Es sobrina del exfutbolista Luisja Santamaría.
Comenzó a destacar en campeonatos autónomicos y nacionales desde temprana edad. En 2021 se clasificó para el Campeonato Europeo Junior de Natación de 2021 celebrado en Roma (Italia), donde nadó 50 libre, 100 libre y el relevo de 4x100 libre.
Se formó en el C. D. N. Inacua Málaga. Actualmente vive y entrena en Estados Unidos, donde estudia Psicología en la Universidad Internacional de Florida y compite con los Florida International Golden Panthers.